# La Garde blanche
La Garde blanche (en russe: Belaia gvardiia, Белая гвардия) est un roman de l'écrivain soviétique Mikhaïl Boulgakov paru en 1926.

## Histoire
La Garde blanche paraît d'abord sous une forme périodique dans une revue littéraire de la période soviétique Rossia, en 1926. Le volume devait constituer la première partie d'une trilogie, mais sa publication a été interrompue par l'arrêt de la revue sur décision du gouvernement soviétique. Ne pouvant obtenir la publication en volume de son roman avant la mort de Staline, Boulgakov adapte pour le Théâtre d'art de Moscou La Garde blanche, qui devient Les Jours des Tourbine. 
Un temps interdite, la pièce est finalement autorisée sur l'intervention de Staline et devient l'un des plus grands succès théâtraux de Boulgakov.
Une version largement censurée de La Garde blanche a été publiée, grâce aux efforts de la veuve de Boulgakov, dans la revue littéraire Moskva en 1966. La version intégrale est parue en volume en 1973.

## Roman: organisation, thèmes et style narratif
Situé en Ukraine, à la fin de 1918, le roman raconte la destinée de la famille Tourbine — variation ironique de la « famille heureuse » des Rostov dans Guerre et Paix —, installée à Kiev pendant la guerre civile russe, au moment où l'hetman Pavlo Skoropadsky s'enfuit avec les troupes d'occupation allemandes, devant la menace des forces nationalistes ukrainiennes de Simon Petlioura, qui s'emparent de la ville. 
L'intrigue mêle donc éléments intimes fictifs et éléments historiques.

## Personnages
- Aniouta, bonne des Tourbine, amoureuse de Mychlaïevski.
- Alexandre, prêtre,
- Bolbotoun, colonel de l’armé de Petlioura, il est le premier à rentrer dans Kiev.
- Chervinski, Léonid Iourievitch, soupirant d’Elena, lieutenant de la Garde.
- Chpolianski, Mikhaïl Semionovitch,
- Anton Denikine, Général de l’armée des volontaires des armées blanches.
- Lariossik, Larion, cousin des Tourbine qui vient chercher refuge chez eux.
- Lechko, Kozyr, colonel de l’armé de Petlioura.
- Lissovitch, Vassili Ivanovitch, ingénieur, voisin des Tourbine
- Malychev, colonel, ordonne la dissolution de la division ou sert Mychlaïevski après la fuite en Allemagne de Skoropadsky.
- Mychlaïevski, Viktor Viktorovitch, surnommé Vitia, lieutenant
- Petlioura, Semione, social démocrate, membre du directoire, ses troupes rentrent dans Kiev.
- Reiss, Joulia Alexandrovna, sauve la vie d’Alekseï Tourbine.
- Skoropadsky, Pavlo, général, il prend le pouvoir en avril 1918 contre la Rada centrale avec l’aide des allemands et le perd, chassé du pouvoir par Petlioura en décembre 1918.
- Tourbine, Anna Vladimirovna, la mère, la nouvelle commence par son enterrement.
- Tourbine, Alekseï Vassilievitch, le fils ainé, vingt huit ans, médecin, blessé au bras lors de la prise de Kiev.
- Tourbine, Elena, la fille, vingt quatre ans
- Tourbine, Nikolka, le fils cadet, dix sept ans
- Thalberg, Sergueï Ivanovitch, capitaine, époux d’Elena Tourbine, trente et un an.
- L’almont zoo

## Éléments autobiographiques
Le roman contient de nombreux éléments autobiographiques. La famille Tourbine est modelée d'après la propre famille des Boulgakov — Tourbine est d'ailleurs le nom de la grand-mère maternelle de l'auteur. Comme Boulgakov, l'aîné est médecin. De même, la description de la maison des Tourbine correspond exactement à la maison de la famille Boulgakov à Kiev, 13 descente Saint-André, qui est devenue le musée Mikhaïl Boulgakov.
De plus, un passage décrit l'assassinat d'un Juif torturé – comme des dizaines de milliers d’autres à l'époque – par un soldat nationaliste ukrainien, auquel Boulgakov a réellement assisté, et qu'il a également décrit dans une nouvelle comme La Nuit du 2 au 3.

## Adaptations
- 1976 : Les Jours des Tourbine, un téléfilm soviétique de Vladimir Bassov, avec Andreï Miagkov et Andreï Rostotski.

## Traduction française
- Mikhaïl Boulgakov (trad. du russe par Jean-Louis Chavarot, préf. Françoise Flamant), Œuvres, t. I : La Garde blanche. Nouvelles, récits, articles de variétés, Paris, Gallimard, coll. « Bibliothèque de la Pléiade » (no 439), 1997, 1950 p. (ISBN 2-07-011299-3)